# Bombardeo de Stepanakert (2020)
El bombardeo de Stepanakert (en armenio: Ստեփանակերտի ռմբակոծություններ) comenzó el 27 de septiembre de 2020 como resultado de la guerra del Alto Karabaj. Stepanakert es la capital de la autoproclamada República de Artsaj, un territorio en disputa dentro de las fronteras de iure de Azerbaiyán. El gobierno azerí presuntamente utilizó misiles y bombas de racimo;.

## Antecedentes
Los enfrentamientos son parte del histórico conflicto del Alto Karabaj sobre la disputada región del Alto Karabaj con una mayoría étnica armenia. La región es una parte de iure de Azerbaiyán, pero de facto está en manos de la autoproclamada República de Artsaj, que cuenta con el apoyo de Armenia. La violencia étnica comenzó a fines de la década de 1980 y estalló en una guerra total tras la disolución de la Unión Soviética en 1991. La guerra del Alto Karabaj desplazó a más de 500.000 residentes azeríes que solían vivir en el territorio y las provincias circundantes. La guerra terminó con un alto el fuego en 1994, con la República de Artsaj controlando la mayor parte de la región del Alto Karabaj, así como los distritos circundantes de Agdam, Jabrayil, Fuzuli, Kalbajar, Qubadli, Lachin y Zangilan de Azerbaiyán.
Durante tres décadas, se han producido múltiples violaciones del alto el fuego, siendo los incidentes más graves antes del conflicto actual la guerra de los Cuatro Días de 2016. Los intentos de mediación internacional de larga data para crear un proceso de paz fueron iniciados por el Grupo de Minsk de la OSCE en 1994, siendo los Principios de Madrid interrumpidos la versión más reciente. Si bien no está claro cómo los habitantes actuales de la zona quieren administrar el territorio, las encuestas indican que no quieren ser parte de Azerbaiyán. En agosto de 2019, en una declaración sin precedentes a favor de la unificación, el primer ministro armenio, Nikol Pashinián, visitó el Alto Karabaj y declaró: «Artsaj es Armenia, punto y punto».
Se produjeron escaramuzas en la frontera entre Armenia y Azerbaiyán en julio de 2020. En respuesta, miles de azeríes se manifestaron a favor de la guerra contra Armenia, y Turquía hizo propaganda en apoyo de Azerbaiyán.
El 23 de julio de 2020, Armenia anunció el inicio de un ejercicio conjunto del sistema de defensa aérea con Rusia y un análisis de los enfrentamientos de julio de 2020. Una semana después, Azerbaiyán llevó a cabo una serie de ejercicios militares que duraron del 29 de julio al 10 de agosto y otros ejercicios a principios de septiembre con la participación de Turquía. El apoyo de Turquía a Azerbaiyán ha sido visto como conectado a su política exterior neootomana expansionista, vinculando su intervención a sus políticas en Siria, Irak y el Mediterráneo oriental. El papel de gran visibilidad de Turquía en el conflicto lo ha complicado al plantear el asunto de los 1,5 millones de armenios que murieron en las deportaciones, marchas forzadas y masacres que inició en 1915.
Antes de la reanudación de las hostilidades, surgieron acusaciones de que cientos de miembros del Ejército Nacional Sirio de la División Hamza fueron trasladados a Azerbaiyán, mientras que los medios turcos cercanos al presidente Recep Tayyip Erdoğan afirmaron que los miembros del YPG y el PKK en Irak y Siria fueron trasladados al Alto Karabaj para entrenar a las milicias armenias contra Azerbaiyán. Los gobiernos de Azerbaiyán y Armenia han negado las acusaciones de participación de combatientes extranjeros.

## Bombardeos
Los informes indicaron que Azerbaiyán utilizó misiles y bombas de racimo a partir del 27 de septiembre de 2020. Se utilizaron más de 180 municiones de racimo entre el 27 de septiembre de 2020 y el 10 de octubre de 2020. Los expertos armenios han identificado un cohete Smerch de fabricación soviética, submunición 9N235, como uno de los las 72 bombetas se dispersaron. También se identificaron municiones en racimo M095 DPICM de fabricación israelí.

### 27 de septiembre
Según la Oficina del Presidente de la autoproclamada República de Artsaj, las hostilidades comenzaron cuando a las 08:03 las fuerzas armadas azerbaiyanas lanzaron ataques de artillería y aéreos contra asentamientos civiles, incluida la capital, Stepanakert. Las autoridades instaron a la población a buscar refugio en refugios antiaéreos. Se encendió una sirena antiaérea en Stepanakert. Como resultado, más de una docena de heridos en Stepanakert (entre ellos mujeres y niños), el Ministerio de Defensa de Azerbaiyán negó estas afirmaciones.

### 2 de octubre
Aproximadamente a las 14:00, el Ministerio de Defensa armenio declaró que las fuerzas azerbaiyanas estaban bombardeando Stepanakert. Como resultado, el edificio del Ministerio de Situaciones de Emergencia quedó parcialmente destruido y los autos en el estacionamiento resultaron dañados. También se atacaron edificios residenciales y también un hospital militar. Los informes indicaron que un civil resultó muerto y cuatro heridos.

### 3 de octubre
Según el Centro de Información Unificado del gobierno armenio, Stepanakert, fue bombardeado nuevamente el sábado por la mañana. El corresponsal de Caucasian Knot informó que a las 11:00 a. m. Azerbaiyán reanudó el bombardeo de Stepanakert. La población se encuentra actualmente en albergues. La alerta aérea suena continuamente. Se escucharon más de tres explosiones.